# Belo Horizonte
Belo Horizonte ([ˌbɛlu.oɾiˈzõtʃi]; ofte omtalt lokalt som  "BH" (udtalt "beagá")) er en storby i den sydøstlige del af Brasilien. Byen er hovedstad og et økonomisk og kulturelt center i delstaten Minas Gerais.
Selve byen Belo Horizonte har et befolkningstal på 2.315.560 (2022) indbyggere, mens storbyområdet Região Metropolitana de Belo Horizonte har et befolkningstal på 5.733.783 (2022)  indbyggere. Derved er Belo Horizonte Brasiliens sjettestørste by og tredjestørste storbyområde.
Belo Horizonte ligger 444 km fra Rio de Janeiro, 586 km fra São Paulo og 716 km fra Brasiliens hovedstad Brasília. Byen ligger 858 meter over havet.
Belo Horizonte blev grundlagt i 1897. I 1940 blev Brasiliens senere præsident Juscelino Kubitschek udnævnt som byens borgmester.

## Seværdigheder
I bydelen Pampulha findes en arkitektonisk perlerække af bygninger, særligt omkring en kunstig sø, skabt i 1940erne. Fremhæves bør Capela de São Francisco de Assis (Igreja da Pampulha), og kunstmuseet Museu de Arte da Pampulha (MAP), der begge er tegnet af den verdensberømte arkitekt Oscar Niemeyer. Museu de Arte da Pampulha (Pampulha's kunstmuseum) er en bygning, der oprindeligt er bygget som casino, men blev lukket i 1946, da spillevirksomhed blev forbudt i landet.
Seværdig er også „Mangabeiras“-parken og byparken. Førstnævnte ligger i byens sydlige del, og giver et flot vue over metropolen.
I Pampulha ligger delstatens største stadion Mineirão.

## Infrastruktur
Byen har tre lufthavne, hvoraf Aeroporto Internacional Tancredo Neves Confins (CNF) er den største. Confins ligger 42 km fra centrum, mens Aeroporto da Pampulha (PLU) i bydelen Pampulha blot ligger cirka 14 km fra byens centrum. Endvidere findes Aeroporto Carlos Prates, der dog ikke benyttes til ruteflyvning. De to førstnævnte har daglige forbindelser til de fleste større byer i Brasilien.